# Henric Ankarcrona
Henric August Ankarcrona, född 14 september 1831 på Boserup i Risekatslösa socken, död 10 januari 1917 i Stockholm, var en svensk militär och målare.

## Biografi
Ankarcrona var son till kammarherren Theodor Wilhelm Ankarcrona och hans hustru friherrinnan Charlotta Sture. Under studietiden vid militärskolan på Karlberg började han öva sig i teckning och målning. 
År 1855 utnämndes Ankarcrona till löjtnant vid Svea livgarde. Han reste 1858 till Paris för att söka värvning i franska armén i Alger och han deltog 1859 i expeditionen mot Marocko. varvid han flera gånger utmärkte sig genom personlig tapperhet. Under fälttåget utförde han en mängd teckningar, som dock blev stulna. År 1860 gick han i spansk tjänst och gjorde på nytt ett fälttåg till Afrika.
Därefter återvände till Sverige och började mer systematiskt ägna sig åt målning. Hans första mer betydande tavla tillkom 1862 och motivet var bataljen vid Uad-Ras. Senare målade han flera afrikanska landskap, ofta med små staffagefigurer, och fosterländska motiv, främst från Dalarna. Efter en resa till Italien 1871 målade han också flera tavlor med motiv därifrån.
Ankarcrona blev agrée vid akademin för de fria konsterna 1865. Han målade även smärre bataljstycken med ämnen från 1600- och 1700-talen.
Han fortsatte parallellt sin militära karriär och blev 1881 överstelöjtnant vid södra skånska infanteriregementet, och 1883 överste vid samma regemente. År 1888 utnämndes han till överste och sekundchef vid Svea livgarde samt 1892 till ståthållare på Gripsholm.
Ankarcrona gifte sig 1870 med Ebba Julia Charlotta Sofia Ankarcrona, som var hans brorsdotter.
Han är representerad bland annat i Nordiska museet, Göteborgs konstmuseum och Malmö museum.

## Verk

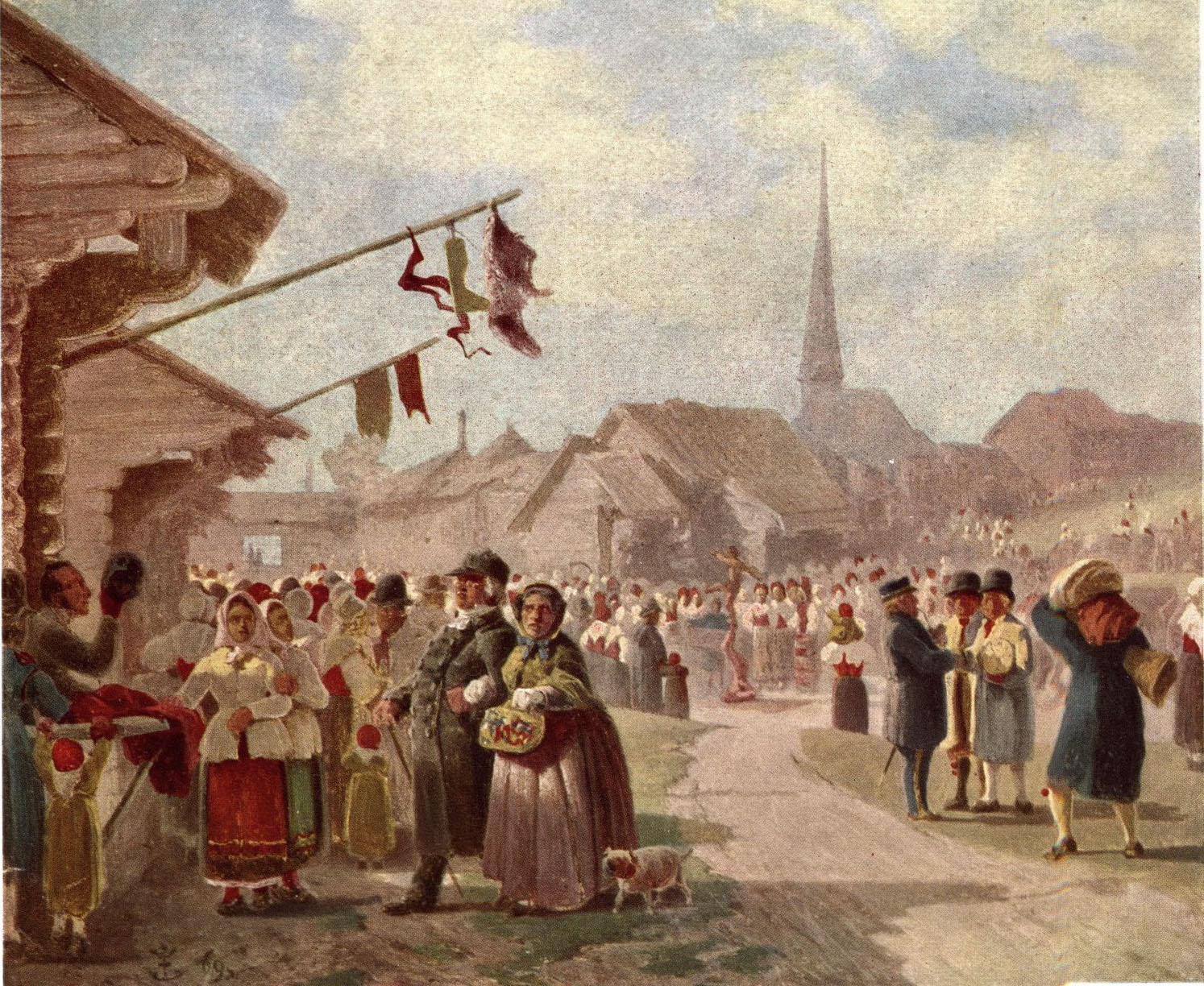
Marknad i Mora (1869).
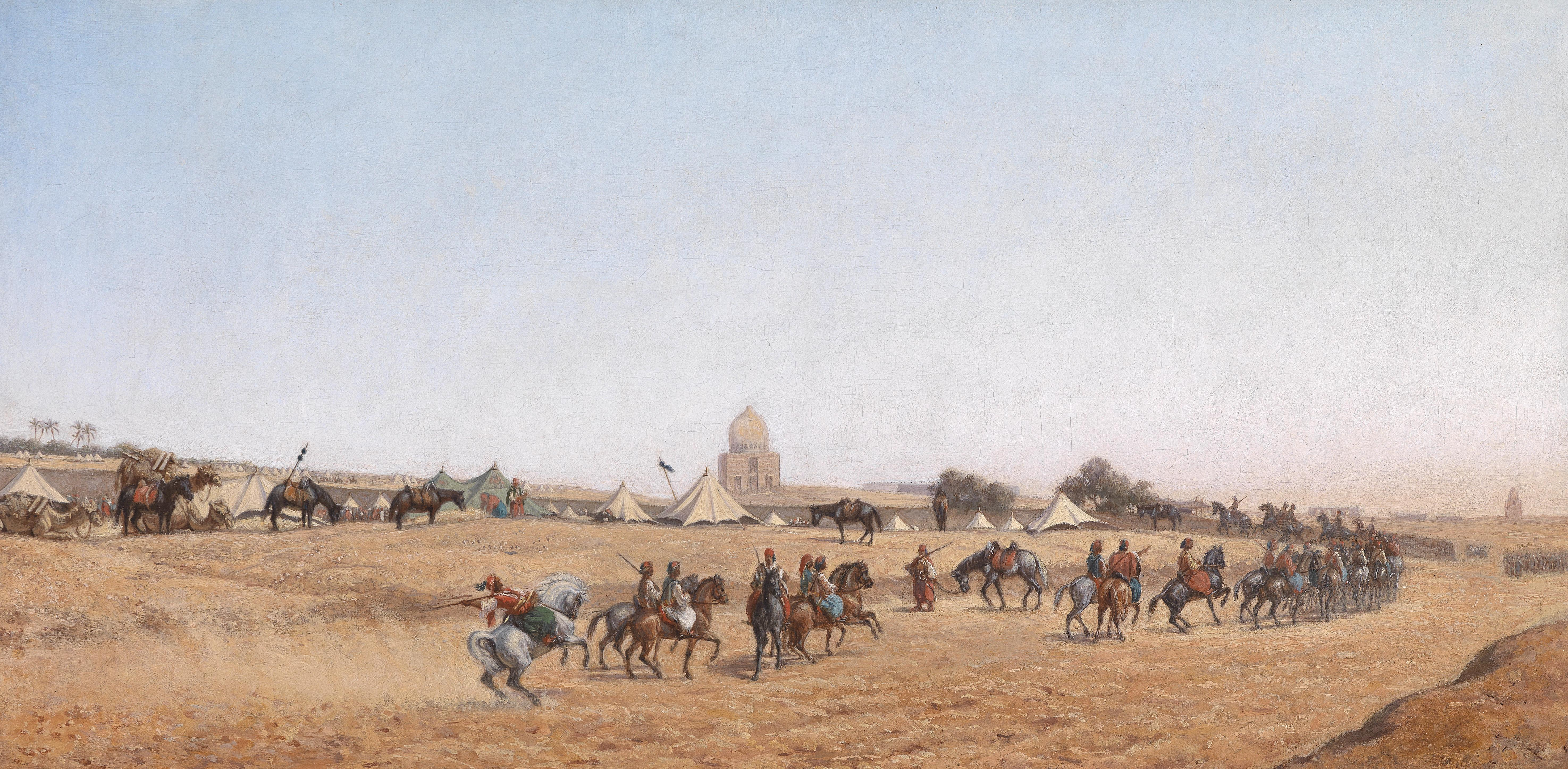
Tältläger i oasen.